# Anaphe nyansae
Anaphe nyansae är en fjärilsart som beskrevs av Embrik Strand. Anaphe nyansae ingår i släktet Anaphe och familjen tandspinnare. Inga underarter finns listade i Catalogue of Life.